# Live (álbum de Barry Manilow)
Live es el primer álbum en vivo del cantautor estadounidense Barry Manilow. El álbum fue publicado en 1977 y se convirtió en el primer álbum de Manilow en encabezar el Billboard 200 de los Estados Unidos.
Manilow también estuvo entre los ganadores del Premio Tony especial de 1977. Lo recibió para Barry Manilow on Broadway, su estancia de 12 días en el Teatro Uris del 21 de diciembre de 1976 al 2 de enero de 1977, donde se grabó este disco en directo.
El álbum es conocido por dar el primer lanzamiento comercial de VSM de Manilow («Very Strange Medley»). Antes de la actuación, Manilow se refiere a esto como una mezcla de canciones que incluyó en su acto contra los valores de sus “artísticos amigos pedorros”. Es una mezcla de jingles comerciales en los que Manilow estuvo involucrado, ya sea como escritor o actor, antes de convertirse en una estrella de las listas de éxitos. Los productos y empresas que promocionan incluyen Kentucky Fried Chicken, State Farm, Stridex, Band-Aid, Bowlene, Dr. Pepper, Pepsi y McDonald's.
Cuando se lanzó por primera vez en disco compacto, se omitieron los diálogos y todos los movimientos de «Beautiful Music» para que cupiera todo en un solo disco; sin embargo, el relanzamiento del disco compacto de 2006 restaura todos los diálogos y canciones, además de reordenar la lista de canciones para acomodar los bonus tracks.

## Recepción de la crítica
En AllMusic, Steve Huey comentó: “Manilow ofrece actuaciones ajustadas, profesionales y totalmente despreocupadas, manteniendo su energía durante todo el set de doble LP. Podría decirse que es su esfuerzo más fuerte”.

## Posicionamiento

### Gráfica semanal
| Gráfica (1977–78)                 | Pico de posición |
| --------------------------------- | ---------------- |
| Australia (Kent Music Report)     | 25               |
| Estados Unidos (Billboard 200)    | 1                |
| Nueva Zelanda (Recorded Music NZ) | 5                |

### Gráfica de fin de año
| Gráfica (1978)                    | Pico de posición |
| --------------------------------- | ---------------- |
| Estados Unidos (Billboard 200)    | 35               |
| Nueva Zelanda (Recorded Music NZ) | 26               |

## Certificaciones y ventas
| País                  | Certificación | Ventas    |
| --------------------- | ------------- | --------- |
| Estados Unidos (RIAA) | 3× Platino    | 3,000,000 |